# Sandra Sánchez
Sandra Sánchez Cachaza, coeguda com Sandra Sánchez (Narón, 1970) és una directora i editor de pel·lícules gallec.

## Trajectòria
Va estudiar producció audiovisual a l'Escola de Imaxe e Son da Coruña. El 1991 va formar part de la primera promoció d'aquesta escola, on va realitzar diversos curtmetratges, entre ells el curt Ven a Bens, que va rebre diversos premis i reconeixements. És Tècnica Superior en la realització i producció de programes audiovisuals (EIS, 1994), i Tècnica Superior en operacions de postproducció (EIS, 1992).
Des d'aleshores, alterna la seva feina com a directora-directora i editora, mostrant un interès especial pel gènere documental.
Va dirigir documentals com Sueños desde el abismo (2006) i Aguiño, sobrevivir al Prestige (2003), aquesta última emesa per diverses cadenes de televisió internacionals.
També va ser l'encarregat de dirigir les sèries documentals Moito mar (2001) i 112 rescate (2002), i la sèrie de ficció Rías Baixas (2003-2004), tots ells per a TVG. També ha treballat per Tic Tac Producciones.

## Filmografia
Com a muntadora
- Rafael, de Xavier Bermúdez (2008)
- Doentes, de Gustavo Balza (2010)
- Isaac, de Xosé Abad (2007)
- Vidas virtuais, de Manane Rodríguez (2011)
- Pequeno Hotel (2002)
- Rías Baixas
- Maridos e mulleres (2005)
- La casa de 1906 (2006)

Com a directora
- Tralas luces (2011)[2]

## Premis Mestre Mateo
| Any  | Categoria          | Títol          | resultat   |
| ---- | ------------------ | -------------- | ---------- |
| 2003 | Millor muntatge    | Rías Baixas    | Nominada   |
| 2007 | Millor realització | A Casa de 1907 | Nominat    |
| 2007 | Millor edició      | Isaac          | Nominat    |
| 2009 | Millor muntatge    | Rafael         | Nominat    |
| 2011 | Millor director    | Tralas luces   | Guanyador  |
| 2011 | Millor guió        | Tralas luces   | Nominada   |
| 2011 | Millor muntatge    | Tralas luces   | Guanyadora |
| 2011 | Millor muntatge    | Doentes        | Nominada   |
| 2011 | Millor fotografia  | Tralas luces   | Nominada   |